# Theodor Bertschinger (Politiker)
Friedrich Theodor Bertschinger auch Theodor Bertschinger-Amsler (* 11. April 1814 in Lenzburg; † 12. Dezember 1889 ebenda) war ein Schweizer Kaufmann und Politiker.

## Leben

### Familie
Theodor Bertschinger entstammte der in der Mitte des 16. Jahrhunderts in Lenzburg eingebürgerten Familie Bertschinger und war der Sohn des Kaufmanns Gottlieb Bertschinger (* 25. Juli 1767 in Lenzburg; † 11. Juni 1826 ebenda) und dessen Ehefrau Anna Magdalena (* 20. November 1774 in Lenzburg; † 6. Dezember 1825 ebenda), die Tochter des Indiennefabrikanten Marx Hünerwadel (1735–1804); er hatte noch sieben Geschwister.
1840 heiratete er Emma (* 2. Juli 1817 in Schinznach; † 25. April 1885 in Lenzburg), die Tochter des Kurarztes Johann Jakob Amsler (1788–1862) aus Schinznach; gemeinsam hatten sie sechs Kinder.
Sein Sohn war der spätere Bauunternehmer Theodor Bertschinger, der mit Sophie (* 1853), der Tochter des Lenzburger Forstverwalters Walo von Greyerz (1815–1904), verheiratet war; zu deren Kindern gehörte unter anderem der Bauunternehmer Walo Bertschinger.
Seine Tochter Klara Bertschinger war mit dem Basler Stadtbaumeister Friedrich Wilhelm Hünerwadel (1842–1921) verheiratet, dessen Schwester die Komponistin Fanny Hünerwadel war.

### Werdegang
Theodor Bertschinger war als Kaufmann und Leiter der Kolonialwarenhandlung und Schnupftabakfabrik Abraham Bertschinger, benannt nach seinem Grossvater der sie 1774 in Lenzburg gegründet hatte, tätig.
1868 war er Mitgründer und bis 1889 erster Präsident der Hypothekar- und Leihkasse Lenzburg (später Hypothekarbank Lenzburg).
Von 1863 bis 1889 war er im Verwaltungsrat der Aargauer Bank und ab 1873 im Verwaltungsrat der Schweizerischen Nordostbahn und hierbei ein entschiedener Gegner der Schweizerischen Nationalbahn. Als er starb, war er auch im Verwaltungsrat der "Schweiz"-Transportversicherungsgesellschaft in Zürich.

### Politisches und gesellschaftliches  Wirken
Theodor Bertschinger gehörte zum Umfeld von Carl Feer-Herzog und zu den liberalen Grosskaufleuten des Kantons Aargau, die wesentlichen Einfluss auf die Bahnpolitik und die Entwicklung des aargauischen Bankwesens nahmen.
Er war als gemässigter Liberaler vom 3. Dezember 1866 bis zum 1. Dezember 1872 im Nationalrat für den Kanton Aargau vertreten und Mitglied der Staatsrechnungskommission.
1872 stimmte er im Nationalrat der revidierten Bundesverfassung (siehe Totalrevision der Schweizer Bundesverfassung 1872) zu.
Von 1868 bis 1880 war er aargauischer Grossrat.
Er war Präsident des Bezirksschulrats.

## Mitgliedschaften
Theodor Bertschinger war Mitglied der Historischen Gesellschaft des Kantons Aargau und seit 1864 der Schweizerischen gemeinnützigen Gesellschaft.